# Parchim International
Parchim International ist ein Dokumentarfilm von Stefan Eberlein und Manuel Fenn aus dem Jahr 2015. Der Film porträtiert das Projekt zum Bau des internationalen Flughafens Schwerin-Parchim in der mecklenburgischen Provinz und zeichnet den Weg des chinesischen Investors Jonathan Pang nach. Die Regisseure Stefan Eberlein und Manuel Fenn begleiteten das Projekt über sieben Jahre hinweg. Der Film hatte seine Premiere am 29. Oktober 2015 auf dem DOK-Filmfestival in Leipzig. Kinostart des Films war am 19. Mai 2016 im Neue-Visionen Filmverleih.

## Handlung
Der Film porträtiert den chinesischen Investor Jonathan Pang, die auf einen Aufschwung hoffende Lokalpolitik und das ereignislose Leben in Mecklenburg. Die Filmemacher begleiteten über sieben Jahre den Geschäftsmann Pang. Er erwarb nur wenige Monate nach dem Baubeginn des Flughafen-Terminals für den Hauptstadtflughafen Berlin Brandenburg den ehemaligen Militärflughafen Parchim im Winter 2008. Obwohl die chinesische Investorenfirma einen großen Ausbau plant und Linienflüge einrichten will, nutzen vor allem nach wie vor Privatpiloten den Flughafen als Trainingsgelände. Pang will im mecklenburgischen Hinterland zwischen Berlin und Hamburg gelegen ein Zentrum des Warenumschlags und der Passagierluftfahrt aufbauen. Parchim International soll „den Berliner Flughafen ersetzen“, kündigt Pang stolz auf seinem Flugfeld an. Immer weitere Probleme tauchen jedoch auf: Die Landebahn weist erhebliche Sicherheitsmängel auf; der geplanten Anflugroute steht die Bewaldung eines Friedhofs im Weg und die anliegende Landstraße verhindert eine Erweiterung des Geländes.
Bei dem Besuch seiner Heimat wird die persönliche Tragödie klar, die Jonathan Pang dazu zwingt, auf jeden Fall ein erfolgreicher Geschäftsmann zu sein.

## Auszeichnungen
- 2016: Bester Dokumentarfilm bei 12. Achtung Berlin – new berlin film award.
- 2016: Bester Dokumentarfilm beim 26. Filmkunstfest Mecklenburg-Vorpommern.[4]
- 2016: KinoKino Publikumspreis beim 31. Internationalen DOK.fest München.[5]